# Ceriporia spissa
Ceriporia spissa là một loài nấm thuộc họ Hapalopilaceae. Đây là một sinh vật gây bệnh cho cây.